# Guatlla de l'Himàlaia
La guatlla de l'Himàlaia (Ophrysia superciliosa) és una espècie d'ocell de la família dels fasiànids (Phasianidae) conegut únicament per dotze exemplars de l'Himàlaia occidental, al nord-oest de l'Índia. L'última citació verificada data de l'any 1876. És l'única espècie del gènere Ophrysia (Bonaparte, 1856).